# 広島大学附属三原幼稚園・小学校・中学校
広島大学附属三原幼稚園・小学校・中学校（ひろしまだいがくふぞくみはらようちえん・しょうがっこう・ちゅうがっこう, Mihara Kindergarten, Elementary School and Junior High School Attached to Hiroshima University）は、広島県三原市館町二丁目にある国立幼・小・中一貫教育校。
総称「広島大学附属三原学校園(Mihira Educational Institution Attached to Hiroshima University)」。略称「附属」、「三原附属」。
広島大学の附属学校として、主に教育学部生を対象に教育実習が行われている。

## 概要

### 前身
広島県三原女子師範学校附属小学校・附属幼稚園を前身とし、戦後の学制改革によって、附属中学校が開校した。2011年（平成23年）に創立100周年を迎えた。

### 教育目標
- 「知（するどい知性）」
- 「情（ゆたかな情操）」
- 「意（強い意志）」
- 「体（たくましい体）」

### 学園章
- 幼稚園・小学校は桜の花を背景に、「附幼」「附小」の文字（縦書き）を置いている。
- 中学校は桜の花の背景はなく、「中」の文字のみ。

### 学園歌
- 作詞 - 葛原しげる
- 作曲 - 小松耕輔
  - 1932年（昭和7年）に制定された。
  - 3番まであり、各番とも「うれし、我らの学舎うれし」で終わる。
  - 歌詞には，3つの自伸会信条が入っている。

### 学級数
- 幼稚園 - 3歳児1学級（もも）、4歳児2学級（すみれ・さくら）、5歳児2学級（ゆり、きく）
- 小学校 - 各学年2学級（1組・2組）合計12学級
- 現在では，各学年1組・2組となっているが、かつては1年1組に当たる学級が「1学級」1年2組に当たる学級が「2学級」、6年2組に当たる学級が「12学級」と呼ばれて」おり、校内では、例えば「5年10学級」と言わず、「10学級」と呼ぶことが多かった。
- 中学校 - 各学年2学級（1組・2組）合計6学級

### 施設・学校行事

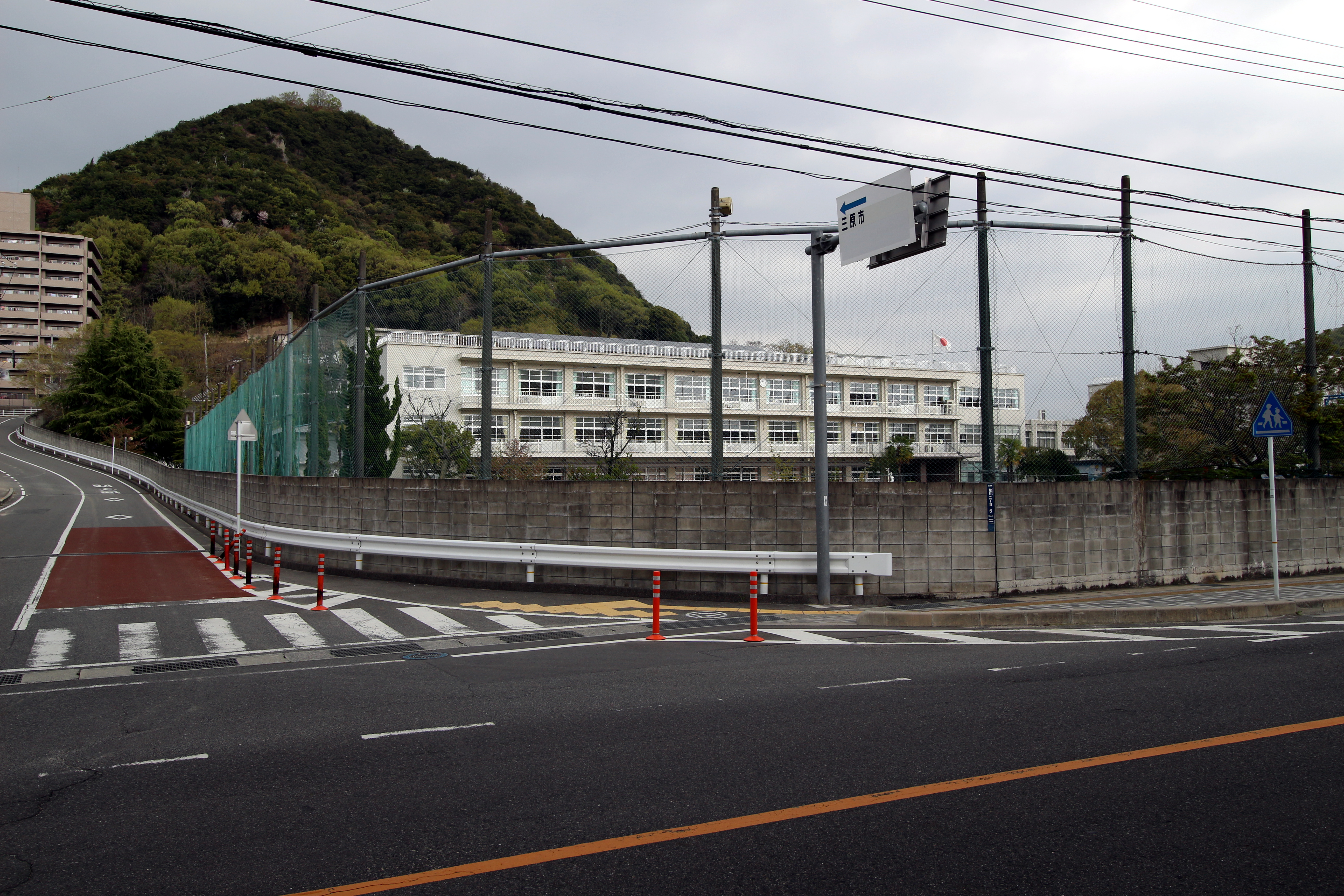
附属小学校

- 学園敷地内には田んぼや岩石園、茶室、歴史民具資料館、陶芸場といったユニークなものがある。一貫校であることを生かして運動会（6月）は幼・小・中合同で行われたり、その他にも垣根を越えての行事や授業が行われることがある。
景雲ハウス

正式には「広島大学三原学園教育研修所」という。1976年（昭和51年）に建てられた施設。200名近くの宿泊が可能。教育実習生の寮や、生徒の合宿所として活用されている。中には和室、講義室、食堂、宿泊室、浴室などがある。
- 歴史民具資料館

1986年（昭和61年）に同窓会の寄付により建てられた。中には千歯扱きや田おこし機といった農機具から、昔の懐中電灯やアイロン、帝人で作られていた糸まで展示されている。

## 沿革
- 1909年（明治42年）- 三原女子師範学校が創立される。
- 1911年（明治44年）- 三原女子師範学校附属小学校が設置。
- 1913年（大正2年）- 三原女子師範学校附属幼稚園が設置。
- 1924年（大正13年）
  - 4月 - 自伸会（児童会・生徒会）を設置。
  - 8月 - 自伸会信条を制定。
- 1941年（昭和16年）4月1日 - 国民学校令により、小学校が三原女子師範学校附属国民学校となる。
- 1943年（昭和18年）4月1日 - 広島県師範学校と三原女子師範学校が統合され、官立広島師範学校となったことにより、広島師範学校女子部附属幼稚園・国民学校と改称。
- 1947年（昭和22年）4月1日 - 学制改革に伴い、国民学校が広島師範学校女子部附属小学校となる。また広島師範学校女子部附属中学校（新制）が設置。
- 1949年（昭和24年）4月1日 - 新制広島大学の発足で、師範学校女子部が包括されたことに伴い、広島大学広島師範学校女子部附属三原幼稚園・小学校・中学校となる。
- 1951年（昭和26年）4月1日 - 広島師範学校の廃校に伴い、広島大学教育学部附属幼稚園・小学校・中学校に改称。
- 1957年（昭和32年）- 小学校4年生が映画「らくがき黒板」（新藤兼人脚本監督）に出演する。
- 1966年（昭和41年）- プールが完成。
- 1978年（昭和53年）- 広島大学直属の広島大学附属三原学校部（11校園で組織）となり、校名を広島大学附属三原幼稚園・小学校・中学校と改称。
- 1986年（昭和61年）- 同窓会の寄付により歴史民具資料館が竣工される。
- 1987年（昭和62年）- 文部省より、3か年間「体験を通した学習方式の導入による教育方法の改善に関する調査研究」の委託を受ける。
- 1989年（平成元年）- 小学校6年生が映画「千羽づる」（神山征二郎監督）のロケに1日友情出演する。
- 1994年（平成6年）- 新プールが完成。
- 2017年 (平成17年) - 平成28年6月、運動会において組体操を原因とした死亡事故が発生し、遺族は広島大学に対し9600万円の損害賠償を求め広島地裁へ訴訟を提起[4]。

## 自伸会信条
1924年（大正13年）4月に生徒会に当たる「自伸会」が発足し、同年8月「自伸会信条」（以下3条）が教育目標として制定された。
1. 私たちは私たちの力で伸びていこう
2. 私たちは人のために尽くして感謝しよう
3. 私たちは私たちのきまりを尊重しよう

## 中学校

### 部活動
運動部
- 陸上競技部
- ソフトテニス部
- バレーボール部（女）
- サッカー部（男）
- 卓球部（男）
- バスケットボール部

文化部
- 吹奏楽部
- 美術部
- パソコン部

### 進路
三原市内の高校へ進学する者もいるが、近隣の福山市、尾道市、東広島市、広島市の高校へ進学する者も多く、岡山県や愛媛県といった他県への進学も見られる。
附属三原学園としては高校は設置されていない。広島大学の附属校である広島大学附属福山高等学校への進学は，一般入試を受ける必要がある。毎年の同附属高校への進学は1・2割である。

## 著名な出身者
- 溝手顕正 - 第15代三原市長、安倍晋三内閣において国家公安委員会委員長・内閣府特命担当大臣を務めた。
- 木川眞 - ヤマトホールディングス社長 兼 ヤマト運輸会長
- 大隈郁仁 - 東急不動産ホールディングス代表取締役社長
- 掛川寿夫 - 香川大学教授
- 鈴木理加 - テレビ大阪アナウンサー
- 野々村聡子 - 女子野球選手

## 映画出演
以下の映画に出演したことがある。
- 「らくがき黒板」（1957年（昭和32年））

新藤兼人製作による、三原が舞台の作品で、小学校4年生の児童らが出演した。
- 「千羽づる」（1989年（平成元年））

神山征二郎監督の作品で、小学校6年生が1日友情出演した。

## 最寄駅
西日本旅客鉄道（JR西日本）山陽本線・呉線・山陽新幹線 - 「三原駅」北口から徒歩5分

## 統合・移転の構想
広島大学公式ウェブサイトによると、広島市内の附属校への統合や、他の附属校とともに東広島キャンパスへの統合・移転などが提案されている。これに対し存続期成同盟会が結成され、移転反対の動きも出ている。

## 関連校
- 広島大学
  - 広島大学附属小学校
  - 広島大学附属中学校・高等学校
  - 広島大学附属東雲小学校・中学校
  - 広島大学附属幼稚園
  - 広島大学附属福山中学校・高等学校